# La Maternidad en la Florida
L'escultura urbana coneguda pel nom La Maternidad en la Florida, ubicada a la plaça Carlos Osoro Sierra (Arquebisbe), en el barri de la Florida, a la ciutat d'Oviedo, Principat d'Astúries, Espanya, és una de les més d'un centenar que adornen els carrers de l'esmentada ciutat espanyola.
El paisatge urbà d'aquesta ciutat, es veu adornat per obres escultòriques, generalment monuments commemoratius dedicats a personatges d'especial rellevància en un primer moment, i més purament artístiques des de finals del segle xx.
L'escultura, feta de bronze, és obra de Sebastián Miranda y Pérez-Herce, i està datada la seua inauguració el 2010.
L'estàtua és una rèplica a gran grandària d'una altra obra de Sebastián Miranda y Pérez-Herce,  La Encarna amb Chiquilín, que està ubicada a la mateixa ciutat d'Oviedo, col·locada al Campo de San Francisco, a la cantonada entre Uría i el carrer Marquès de Santa Cruz.
La figura vol ser un cant a la vida, i com l'original, representa una dona alletant el seu fill.
La plaça està dedicada a qui va ser Arquebisbe d'Oviedo, Carlos Osoro Sierra, qui exercia el càrrec d'Arquebisbe de València, quan se li va homenatjar mitjançant la dedicació de la plaça a la seva persona.
El valor de la rèplica, va ascendir a 84.369,16 euros. L'Ajuntament d'Oviedo és el propietari dels drets de l'escultura original.